# Geolyces polyglena
Geolyces polyglena är en fjärilsart som beskrevs av Claude Herbulot 1966. Geolyces polyglena ingår i släktet Geolyces och familjen mätare. Inga underarter finns listade i Catalogue of Life.